# Snoopy no Hajimete no Otsukai
Snoopy no Hajimete no Otsukai (スヌーピーのはじめてのおつかい), es un videojuego de acción y puzle basado en Snoopy y otros personajes procedentes de Peanuts. Fue desarrollado y publicado por Kemco, siendo lanzado para Game Boy en diciembre de 1996 en Japón y es una secuela de Snoopy: Magic Show.